# Alex Caffi (hockey sur glace)
Pour le pilote automobile, voir Alex Caffi.
Alex Caffi, né le 12 août 1990 à Varèse en Italie, est un joueur professionnel italien de hockey sur glace, qui évolue au poste de gardien de but.
Il possède une licence suisse qui lui permet de ne pas être compté comme un joueur étranger.

## Carrière en club
- 2006-2010 HC Lugano U20 (Juniors Élites A) et HC Ceresio (1re ligue)
- 2010-2011 HC Ceresio (1re ligue)
- 2011-2012 HC Lugano (LNA)
- 2012-2014 HC Egna (Serie B)
- 2014-2015 Hockey Milano Rossoblu (Serie A)
- 2015-2016 SG Cortina (Serie A)

## Carrière internationale
Il représente l'Italie au niveau international.